# 中華白海豚
中華白海豚，中文通稱為白海豚，又稱太平洋駝海豚、中華駝海豚、粉紅海豚等，臺灣俗稱為媽祖魚，是一种背鳍基部隆起的海豚科小型哺乳動物，廣泛分布於西太平洋和东印度洋的熱帶及溫帶沿岸海域，偶尔出现在淡水中，如長江、閩江、九龍江和珠江等。肤色因地域、种群而异，多呈灰白相间的杂色，且带有深色斑点。模式标本产自中国水域，中国的种群初生时全身呈深灰色，隨着年龄增长淡化为独特的粉白色，頗具觀賞價值，有學者認為這是一種過熱反應（如同人類在燥熱時會臉紅）。

## 分类
有關白海豚最早的观察紀錄在唐朝。清朝初期廣東珠江口一帶稱中華白海豚為“盧亭”，也有漁民稱其為“白忌”和“海豬”。1751年，瑞典博物学家佩尔·奥斯贝克在中国广东省珠江口海域首次科学记录到中华白海豚，1757年对它进行了形态学描述，将它归为真海豚属(Delphinus)，并命名为Delphinus chinensis，后改为驼海豚属（Sousa）。
早期, 分布于南非、澳大利亚和阿拉伯等水域的白海豚均被认为是中华白海豚，后被分为中华白海豚、大西洋白海豚、澳大利亚白海豚和印度洋白海豚 。

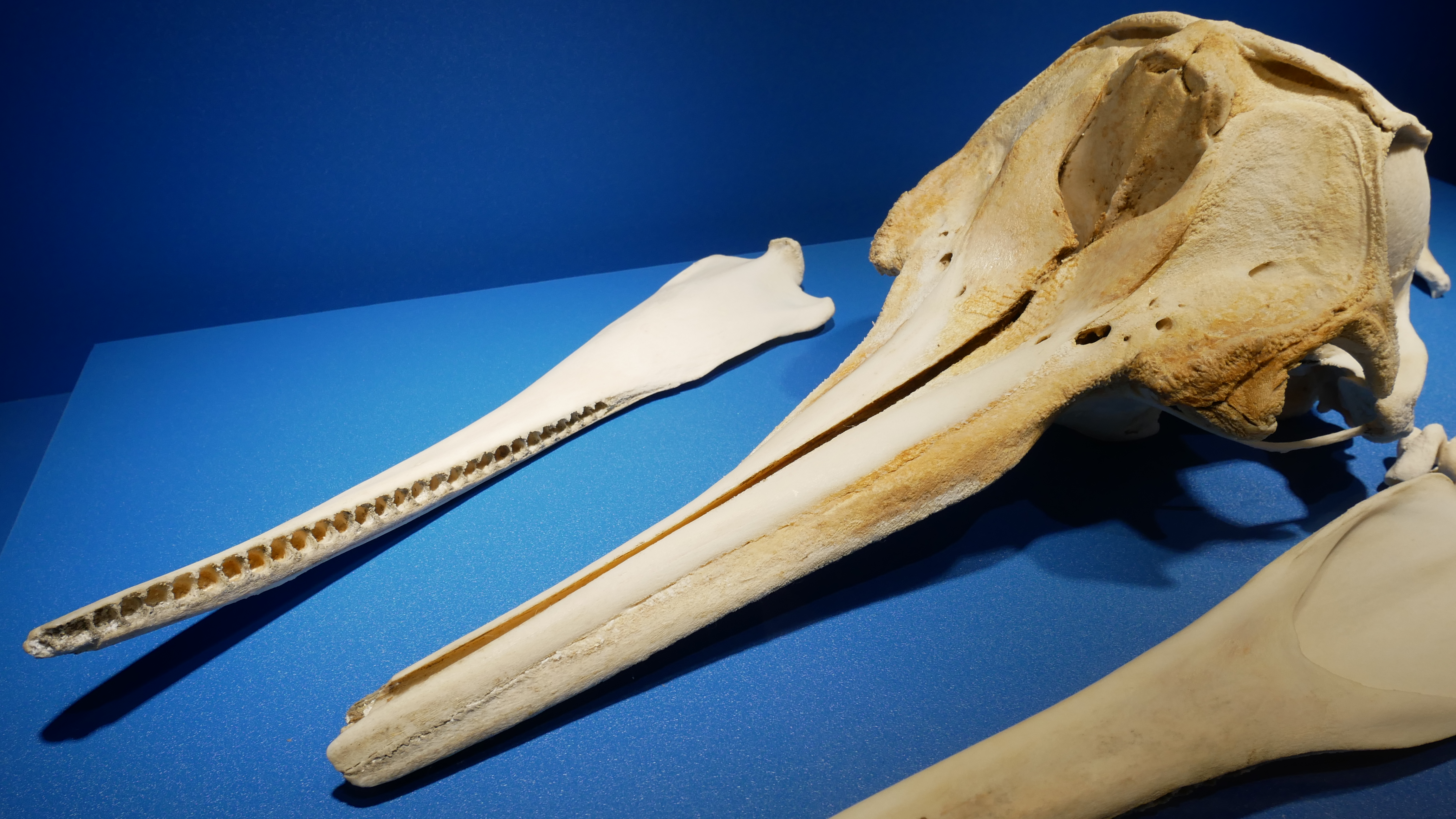
中華白海豚臺灣亞種（S. c. taiwanensis）頭骨

2015年，王愈超等人在《動物學研究》發表研究，认为中華白海豚可分為兩個亞種：指名亚种（S. c. chinensis）與臺灣亚种（S. c. taiwanensis，也称「台湾白海豚」），二者的斑點圖樣幾乎完全不同，在地理區隔與動物行為方面也不同。

## 生活习性
中华白海豚是一种典型的近岸海洋动物，主要栖息在沿海浅海和河口湾等水域。其作息通常會與漲潮和日照的時間相配合，晨昏最為活躍，常在潮漲時覓食。
中华白海豚的社会行为对种群内部社会网络关系的形成具有重要影响，包括交配行为、集体捕食和共同育幼等行为。这些行为有助于增强种群的基因交流、提高捕食效率以及提高幼仔的存活率和生存技能。
中华白海豚通常以小鱼、鱿鱼和虾类等为食，捕食时常常在水面上跃出水面或者在水下迅速穿梭，展现出其优秀的捕食能力。
中华白海豚的交配方式为混交制，雌性大约9-10岁达到性成熟，雄性晚1-2年。雌性妊娠期约11个月，每胎一仔，全年可交配，哺乳期可受孕。繁殖间隔2-3年。小种群存在近亲繁殖和雄性的弑婴行为。

## 种群与分佈範圍
中华白海豚分布在东印度洋和西太平洋的近岸海域, 北至中国东南沿海, 向南包括整个东南亚, 向西至孟加拉湾及印度半岛南侧。
全球已知中华白海豚数量约5,700头, 且有下降趋势。最大种群分布于孟加拉湾北部。泰国东海岸和西海岸，马来西亚的古晋省海域也都有种群分布；印度尼西亚西加里曼丹海域仅有目击和搁浅记录。
全球约83%的中华白海豚栖息于中国东南沿海, 主要有珠江口、雷州湾、北部湾、厦门湾、台湾西海岸和海南西南沿海等6个种群, 其中珠江口种群数量最多，所有种群的数量都有下降趋势。此外, 在福建宁德、泉州湾、东山湾和广东汕头等海域也有少量个体分布。

## 威胁与保护

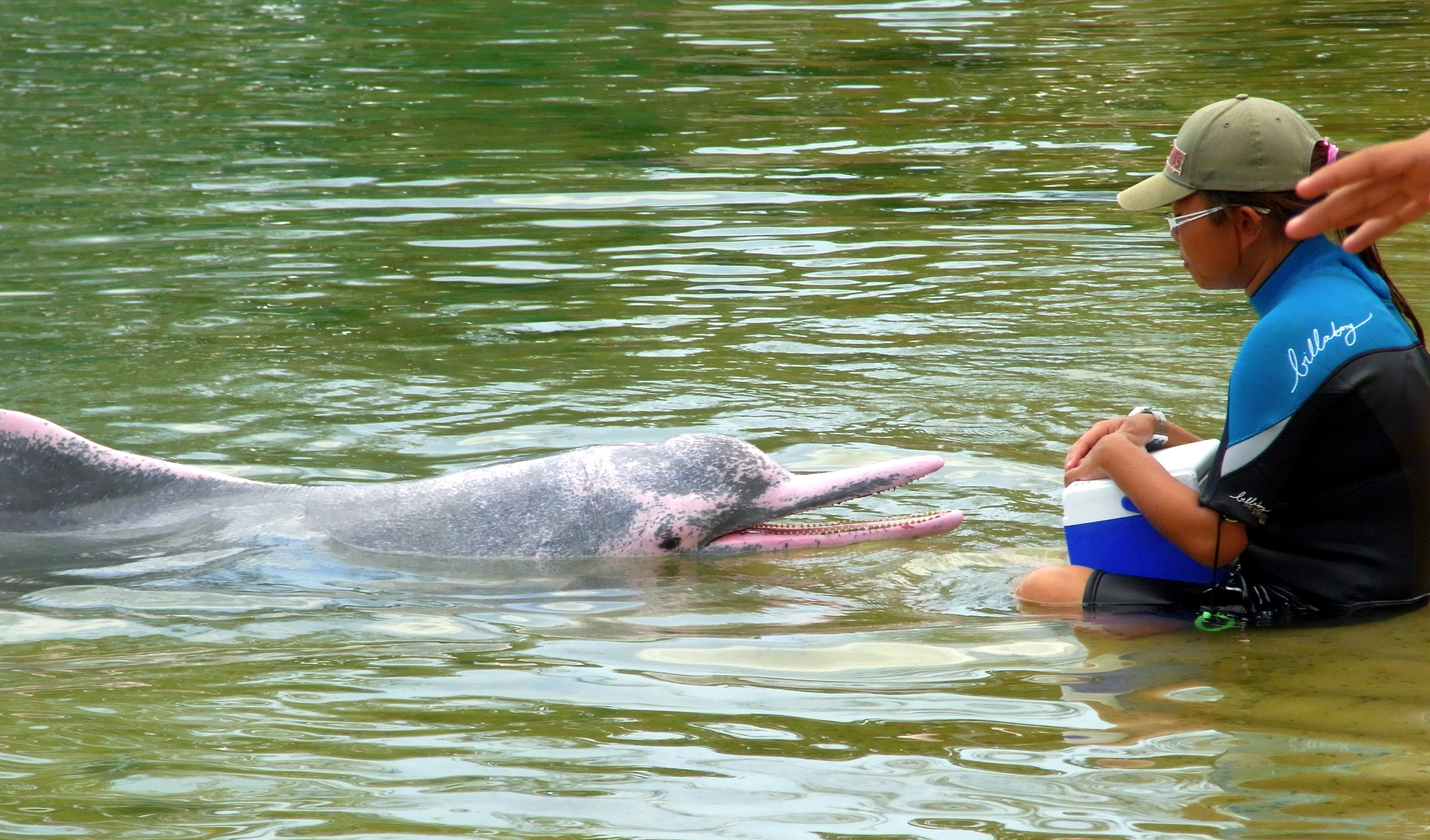
新加坡海底世界飼養的中華白海豚

中華白海豚（Sousa chinensis）的種群數量近年來大幅下降，主要受到人類活動的影響，其中以涉海工程為最顯著的威脅之一；其他威脅因素尚包括水下噪聲、水體污染及漁業活動等，皆對其生存與繁殖構成負面影響。涉海工程活動如海岸線開發、港口建設及海底管道鋪設，可能導致其棲息地的破壞。船舶航行、爆破作業與海上工程產生的水下噪聲，會干擾其聲音溝通及覓食行為；而水體污染則影響其食物資源與棲息環境品質。在漁業活動中，中華白海豚亦可能因誤捕受傷甚至死亡。
保護中華白海豚及其棲息環境的策略包括強化立法與設立海洋保護區。該物種於1988年被列為中國的國家一級重點保護野生動物；1991年被《瀕危野生動植物種國際貿易公約》（CITES）列為附錄I物種；2018年亦被IUCN紅色名錄評定為易危物種。
多個國家與地區已設立保護區以維護中華白海豚的棲地與族群存續。孟加拉於2014年設立Swatch of No-Ground海洋保護區，以保護該物種及其他海洋生物。中國大陸方面，已設立廈門與珠江口兩處國家級自然保護區，並於江門、汕頭、湛江、潮州及饒平等地設立省級或市級保護區；廣西合浦儒艮國家級自然保護區亦將中華白海豚列為重點保護對象。香港則透過設立沙洲及龍鼓洲海岸公園等海洋公園，劃定保護範圍。
2014年，中國成立「中華白海豚保護聯盟」，推動協同保育網絡的建立。廈門市、漳州市與泉州市亦共同成立「廈-漳-泉中華白海豚保護工作聯動機制」，促進三地合作，並透過加強涉海工程監管、於施工期間實施聲學驅趕、增殖放流餌料資源等手段，以減輕對中華白海豚的負面影響。
2020年，為保育臺灣西部沿海的白海豚族群，海洋委員會劃設「中華白海豚野生動物重要棲息環境之類別及範圍」，涵蓋面積763平方公里，屬於兼具海洋與河口生態特性的複合型生態系，涵蓋苗栗、臺中、彰化與雲林等地區。
由於飼養條件與技術限制，中華白海豚極少於人工環境中飼養，目前僅有中國廣西南寧動物園、泰國及新加坡的水族館進行飼養。例如，新加坡的海底世界曾飼養從暹羅灣捕獲的個體。

## 文化影响
廣東俗語“烏忌白忌”表示壞的預兆，“烏”指中華白海豚的幼崽，“白”則指成年中華白海豚。該俗語起源於廣東漁民，他們声称中華白海豚會吃他們漁網中的魚獲。然而一般的中文語境里，多將該俗語寫為“烏鱀白鱀”（“鱀”為白鱀豚的古稱），“烏”指深灰色的长江江豚，“白”則指浅灰色的白鱀豚，這兩種鯨類過去常被指破壞魚獲。

## 外部連結
- 维基共享资源上的相關多媒體資源：中華白海豚
- 維基物種上的相關：中華白海豚
- 台灣媽祖魚保育聯盟（页面存档备份，存于）
- 漁護署海洋護理（（页面存档备份，存于））
- 香港海豚保育學會（（页面存档备份，存于））
- 中華白海豚之旅2004[永久]
- 台灣白海豚粉絲團（页面存档备份，存于）